# Breathedge
Breathedge — це гра на виживання, розроблена російською студією Redruins Softworks і видана HypeTrain Digital. Гравці керують персонажем, який застряг на дрейфуючому космічному кораблі.

## Ігровий процес
Гравець керує безіменним головним героєм на дрейфуючому космічному кораблі, що перевозить трупи. Головний герой прагне поховати свого померлого діда. Коли космічний корабель зазнає аварії, гравець намагається вижити через різні небезпеки, такі як низький рівень кисню та брак інструментів. Компанію їм складає саркастичний штучний інтелект і безсмертне курча.

## Розробка
Breathedge вийшла у ранній доступ 13 вересня 2018 року і була випущена на ПК 25 лютого 2021 року. На Nintendo Switch, PlayStation 4 і Xbox One вийщла 6 квітня 2021 року. Версія для PlayStation 5 була випущена в березні 2022 року

## Оцінка
Breathedge отримала змішані відгуки на Metacritic . Пишучи для PC Gamer, Тайлер Вайлд сказав, що йому сподобався ігровий процес, але він перестав грати через те, що він вважав застарілим і несмішним гумором. ' IGN, Джон Болдінг, написав: «Щодо виживання в космосі файна гра, але це просто не весело». Джон Рейрдін з Nintendo World Report розкритикував тривалий початковий час завантаження на Switch. Він назвав її «посередньою грою на виживання з досить гарною історією» і порекомендував фанатам Subnautica .

## Референси
1. ↑  Good Old Games — 2008.
2. ↑  Humble Store
3. 1 2 3 4 5 6 7 8 9 10 11  Steam — 2003.
4. ↑  Cramer, Eike (15 березня 2021). Test: Breathedge. 4Players. Процитовано 20 березня 2023.
5. 1 2  Wilde, Tyler (4 березня 2021). Breathedge is a fun survival game, but the space gags get old quick. PC Gamer. Процитовано 20 березня 2023.
6. ↑  Cox, Matt (14 вересня 2018). Breathedge is a space survival sim about abusing the immortality of a chicken. Rock Paper Shotgun. Процитовано 20 березня 2023.
7. ↑  2021 video game release dates calendar. Shacknews. 12 жовтня 2020. Процитовано 20 березня 2023.
8. ↑  Skrebels, Joe (27 лютого 2021). Sci-Fi Survival Game Breathedge Gets April Console Release Date. IGN. Процитовано 20 березня 2023.
9. ↑  Tailby, Stephen (25 лютого 2022). Upcoming PS5, PS4 Games for February and March 2022. Push Square. Процитовано 20 березня 2023.
10. ↑  Bolding, Jon (2 березня 2021). Breathedge Review. IGN. Процитовано 20 березня 2023.
11. ↑  Rairdin, John (27 квітня 2021). Breathedge (Switch) Review. Nintendo World Report. Процитовано 20 березня 2023.